# یکی بود، یکی نبود

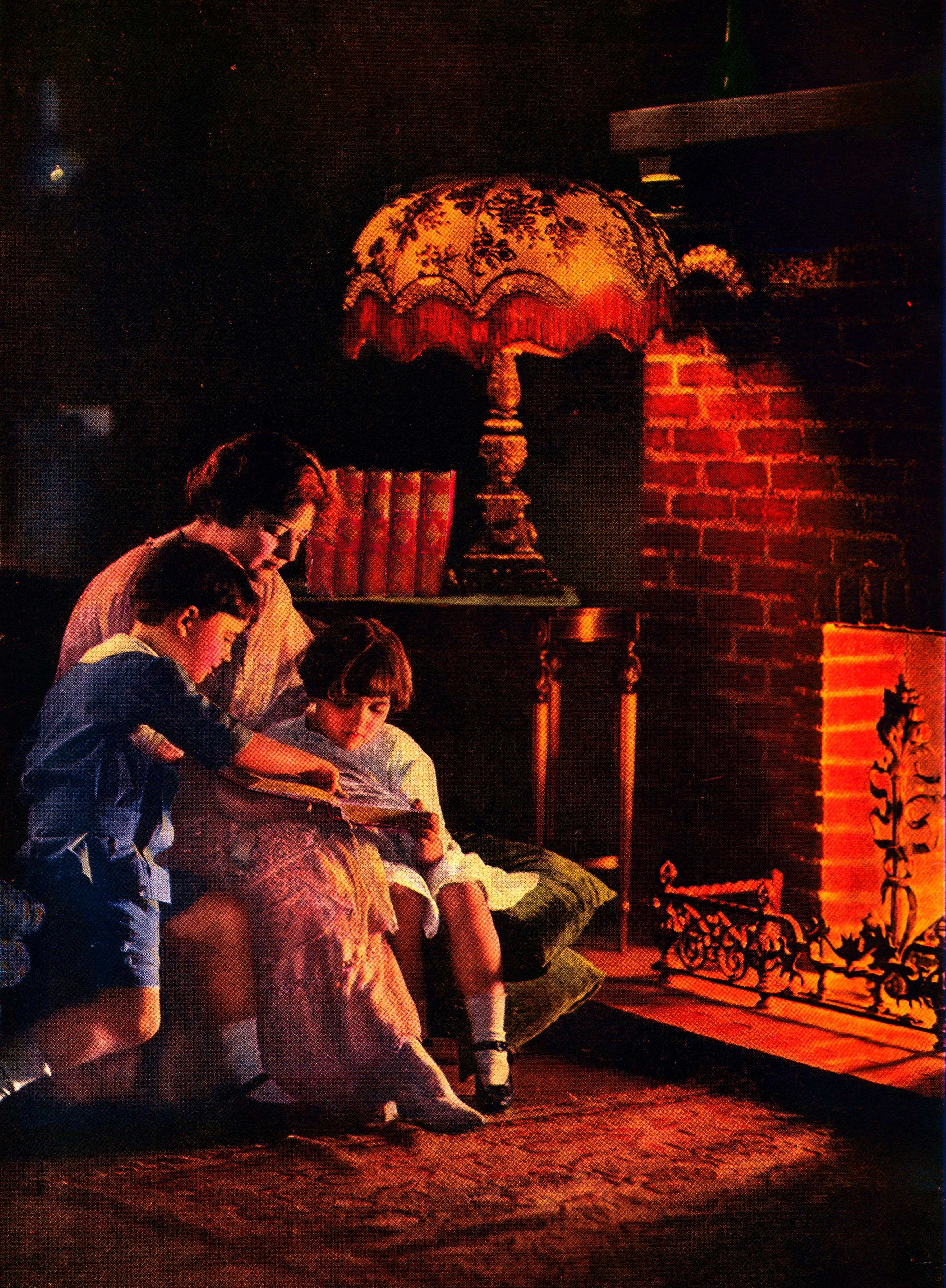
صفحهٔ عنوان کتاب کتابخانه چگونه و چرا (۱۹۰۹ میلادی)

روزی روزگاری، یا یکی بود، یکی نبود، یک عبارت قالبی است که در آغاز روایت‌ها، به‌ویژه افسانه‌ها و قصه‌های عامیانه، برای معرفی گذشته‌ای دور و مبهم به کار می‌رود. این عبارت از دیرباز در زبان‌های گوناگون جهان کاربرد داشته و در زبان انگلیسی دست‌کم از سال ۱۳۸۰ میلادی مورد استفاده بوده‌است. از حدود سال ۱۶۰۰ میلادی به‌طور گسترده برای آغاز روایت‌ها به کار رفته و معمولاً پایان این داستان‌ها با عباراتی نظیر «و آن‌ها تا پایان عمر به خوشی زندگی کردند» همراه است.
این عبارت رایج‌ترین شیوهٔ آغاز قصه‌های پریان برای کودکان است. در ترجمه‌های ابتدایی آثار شارل پرو از زبان فرانسوی، «Il était une fois»، در آثار هانس کریستیان آندرسن از دانمارکی «Der var engang»، در داستان‌های برادران گریم از آلمانی «Es war einmal» و در روایت‌های جوزف جاکوبز از انگلیسی به کار رفته‌است.
در کتاب قصه‌های بیشتر انگلیسی اثر جوزف جاکوبز، آمده‌است:
عبارات آغازین داستان‌ها متفاوت‌اند، اما هیچ‌یک بازی زبانی خاصی ندارند. مثلاً «روزی روزگاری، زمانی بسیار خوب، گرچه نه زمان من، نه زمان تو، و نه زمان هیچ‌کس دیگر» عبارتی است مؤثر برای یک دوران افسانه‌ای و بنا به گفتهٔ میوه (Mayhew)، در میان کولی‌ها رایج بوده‌است.
این عبارت نه تنها در افسانه‌ها بلکه در بازگویی اسطوره‌ها، حکایت‌ها و داستان‌های فولکلوریک نیز کاربرد دارد.

## معادل‌های مشابه در زبان‌های مختلف
عباراتی نظیر «روزی روزگاری» تقریباً در همهٔ زبان‌های جهان وجود دارد و اغلب دارای حال و هوای اسطوره‌ای، شاعرانه یا ریتمیک هستند.

## کاربرد در فرهنگ عامه
عبارت «روزی روزگاری» و معادل‌های آن به شکل‌های متنوعی در آثار مدرن و عامه‌پسند وارد شده‌اند. برخی نمونه‌ها:
- آغاز رمان مشهور داستان دو شهر از چارلز دیکنز با «این بهترین دوران بود، بدترین دوران بود...» آغاز می‌شود.
- ترانهٔ معروف "پای آمریکایی" از دان مکلین با عبارت «خیلی وقت پیش...» آغاز می‌شود.
- تمام فیلم‌های مجموعهٔ جنگ ستارگان با عبارت «مدت‌ها پیش، در کهکشانی دور، بسیار دور...» آغاز می‌شوند.
- نمایش موزیکال به‌سوی جنگل با این جمله شروع می‌شود: «روزی روزگاری...» و در پردهٔ دوم با «روزی روزگاری... بعدتر...» ادامه می‌یابد.
- سریال سنگاپوری Under One Roof با جملهٔ «خیلی وقت پیش، در یکی از استان‌های جنوبی چین...» آغاز می‌شود.
- در فیلم Scott Pilgrim vs. the World (۲۰۱۰) آغاز داستان چنین است: «نه خیلی وقت پیش، در سرزمین اسرارآمیز تورنتو، کانادا...»
- در سریال مرلین جملهٔ آغازین چنین است: «در سرزمین افسانه‌ها، و زمانی پر از جادو...»
- مجموعهٔ بیونیکل داستان خود را با عبارت «در زمان پیش از زمان...» آغاز می‌کند.
- در دنیای Ninjago داستان‌ها با جملهٔ «زمانی بسیار قبل از آن‌که زمان نامی داشته باشد...» آغاز می‌شوند.

## جمله‌های مرتبط
- پایان خوش